# Туровєров Олександр Васильович
Олександр Васильович Туроверов (рос. Александр Васильевич Туроверов)  (1833—1890) — поет, військовий діяч.

## Біографія

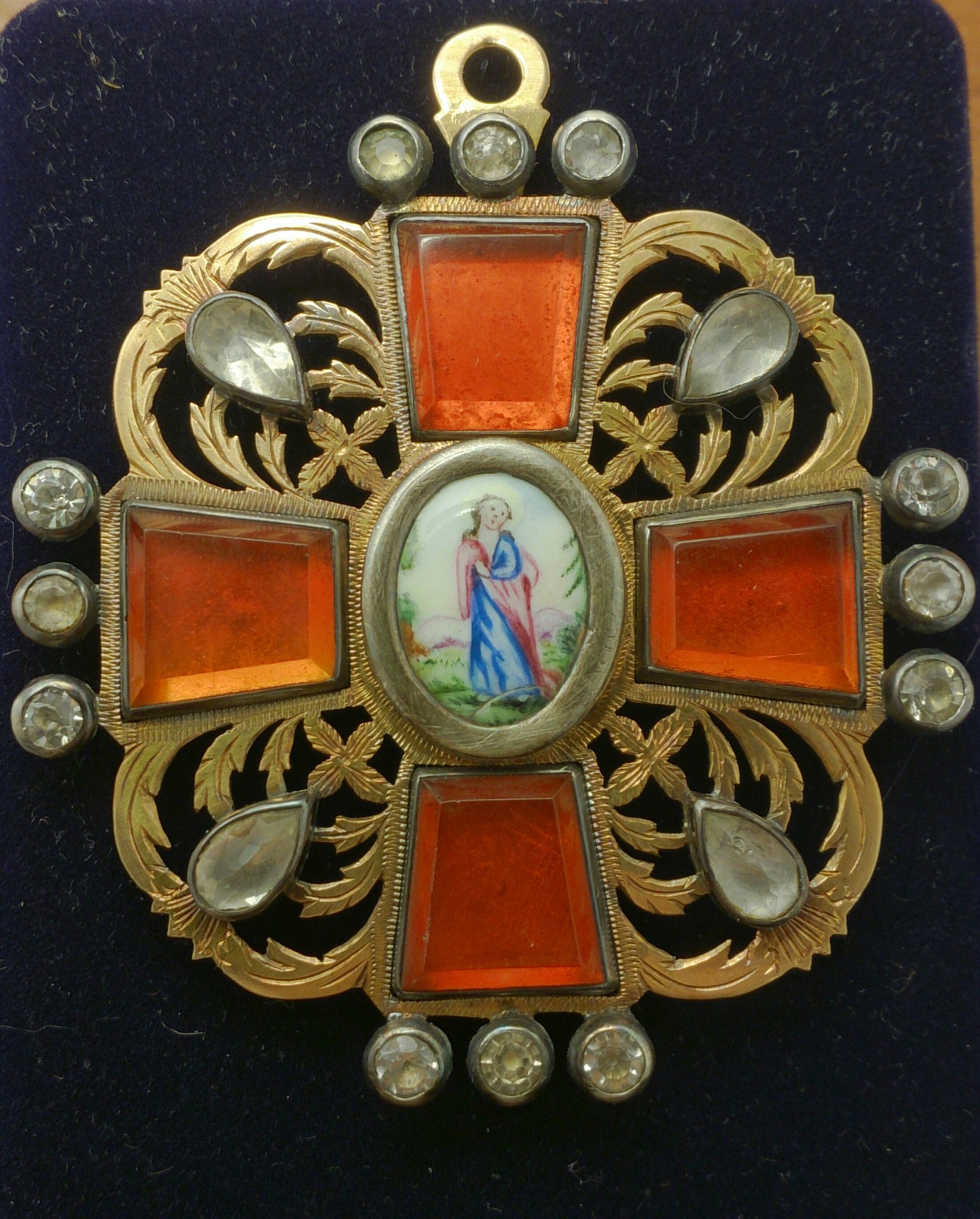
Орден Святої Анни

А. В. Туроверов народився в потомственою дворянській сім'ї, закінчив Новочеркаську гімназію та юридичний факультет Харківського університету. З жовтня 1848 року працював у канцелярії військового правління, а потім військовим осавулом і ад'ютантом при донському наказного отамана. За цей час отримав чин військового старшини і ордену Святого Станіслава і Святої Анни 3-х ступенів. З 1861 по 1863 роки служив мировим посередником в Донецькому окрузі та в жовтні 1869 року був звільнений у відставку в чині підполковника. У березні 1870 року він знову повернувся на служу і був «неодмінним членом обласного по селянських справах присутствія». У травні 1887 року він отримав чин генерал-майора, остаточно відійшовши від справ, віддавшись улюбленому заняттю — стихотворчеству.

## Творчість
Олександр Туроверов був відомий як автор збірки віршів «Козачі дозвілля» (1858), де вміщено вірші «бойовий Кінь з похідним вьюком» і «Багато років Війську Донському», які стали популярними в широких верствах козацтва (перший вірш стало широко відомою піснею). Цей родовий туроверовский талант до стихотворчеству передається в подальшому і Миколі Туроверову.
Олександр Васильович Туроверов похований у р. Новочеркаську.